# Человек тьмы 3: Умри, Человек тьмы!
«Человек тьмы 3: Умри, Человек Тьмы!» (англ. Darkman III: Die Darkman Die) — американский супергеройский фильм режиссёра Брэдфорда Мэя. Третья и заключительная часть в трилогии о Человеке Тьмы. Главные роли исполнили Арнольд Вослу и Джефф Фэйи. Фильм был выпущен прямиком на видео, без премьеры в кинотеатральный прокат.

## Сюжет
Доктор Пэйтон Уэстлейк, он же супергерой Человек Тьмы (Арнольд Вослу), нуждаясь в средствах, чтобы продолжить эксперименты на синтетической коже, украл деньги у мафиозного босса Питера Рукера, привлекая внимание гангстера. Рукер настроен найти источник силы Человека Тьмы, и использует свою красивую, но злую любовницу-доктора Бриджет Торн (которая в своё время и перерезала Уэстлейку таламический путь), чтобы заманить Человека Тьмы в западню. Они имплантируют Пейтону электрошокер, но в то же время дают ему оборудование для новых исследований. В результате Уэстлейк наконец находит идеальную формулу синтетической кожи, но Рукер крадёт у него дискету с данными и единственный экземпляр идеальной жидкой кожи.
Человек Тьмы вырывает из своей шеи шокер и готовится отомстить банде Рукера, который с помощью Бриджет разработал из крови Уэстлейка сыворотку суперсилы, которую намерен продавать преступникам, хотя она вызывает у принявшего такие же приступы психоза, как у самого Уэстлейка.
Пэйтон маскируется под Рукера и проникает в его дом в поисках своей дискеты, но в результате вынужденно знакомится с его женой Анджелой и дочкой Дженни. К его удивлению, они вызывают у него персональную симпатию, и на следующий день он в образе Рукера приходит на школьный спектакль Дженни Красавица и Чудовище, в ходе которого ещё больше влюбляется в Анджелу. После спектакля он ещё раз проникает в сейф, но не находит там искомого, хотя успевает перед уходом посеять раздор между Рукером и его правой рукой. Настоящий Рукер, вернувшись с испытаний сыворотки и услышав обо всём, сразу понимает, что это проделки Уэстлейка и произносит это вслух при жене.
На следующий день Уэстлейк (уже в виде самого себя) навещает Анджелу и рассказывает ей правду о двух последних днях, предъявляя в качестве доказательства медальон-сердечко, подаренный ему Дженни. Анджела в шоке, но вечером убеждается в словах Пэйтона, когда муж на свидании извиняется перед ней за пропущенный спектакль. Затем он у неё на глазах убивает Бриджет, после чего едет убивать благородного окружного прокурора Митчелла, который давно на него охотился. Умирающая Бриджет успевает сообщить подоспевшему Пэйтону о планах Рукера, и герой успевает спасти Митчелла. Однако затем люди Рукера увозят на некий завод Анджелу и Дженни, а вскоре туда едет и Рукер, который тоже ввёл себе сыворотку и в результате сошёл с ума. Человек Тьмы побеждает обезумевшего гангстера, но тот уничтожает его дискету с данными, а Дженни получает сильный ожог левой половины лица.
В больнице Уэстлейк жертвует единственным экземпляром своей идеальной кожи, чтобы спасти лицо девочки, и прощается с Анджелой, пообещав далее бороться со злом и искать способ вернуть себе лицо...

## В ролях
- Арнольд Вослу — доктор Пейтон Уэстлейк / Человек Тьмы
- Джефф Фэйи — Питер Рукер
- Дарлэнн Флюгел — Доктор Бриджет Торн
- Роксанн Доусон — Анджела Рукер
- Найджел Беннетт — Нико
- Алисия Панетта — Дженни Рукер
- Ронн Саросяк — Мак
- Питер Грэм — Джоуи
- Шон Дойль — Адам
- Вислав Кристян — Иван